# Galaktische Mission
Galaktische Mission (Originaltitel: The End of All Things) ist ein Military-Science-Fiction-Roman von John Scalzi aus dem Jahre 2015 (auf Deutsch 2016). Er setzt die Buchreihe um den Krieg der Klone, Geisterbrigaden, Die letzte Kolonie, Zwischen den Sternen und Die letzte Einheit als letztes von bislang 7 Büchern fort.

## Handlung
Im Laufe des Buches wechselt die Sichtweise zu verschiedenen Protagonisten. Es beginnt aus der Sicht eines arbeitslosen Frachtraumschiffpiloten, der auf einem Frachter anheuert, dort einem Spitzendiplomaten der Kolonialen Union begegnet und kurz darauf das Opfer eines Alienüberfalles des Schiffes und großen Komplotts sowohl gegen die Koloniale Union als auch die Konklave wird. Er wird mit Hilfe zweckentfremdeter Förderationstechnologie seines Körpers beraubt und sein Gehirn mit dem Computer des gekaperten Raumschiffs gekoppelt. Unter Zwang wird er verpflichtet, an einem Anschlag gegen die galaktischen Friedensbemühungen teilzunehmen. Dank seiner Kenntnisse gelingt ihm die Flucht, wobei er sogar noch den untreuen Diplomaten entführen und ins Förderationsterritorrium zurückbringen kann.
Im Mittelpunkt des zweiten Kapitels steht eine Außerirdische; die Beraterin des Konklave-Kanzlers, Hafte Solvath, die nach dessen Tod durch ein Attentat seine Rolle übernehmen muss und vor der Aufgabe steht, sowohl mit der Menschheit ein Abkommen zu treffen als auch die Reihen der eigenen Heimatwelten zu schließen.
Das dritte Kapitel handelt von der Rolle, die die Koloniale Verteidigungsarmee zunehmend als Aufstandsbekämpfung gegen eigene Kolonien einnehmen muss, die für ihre Unabhängigkeit kämpfen, erzählt aus der Sicht einer Kommandantin namens Heather Lee. Hierbei kommt es zu kriegerischen Auseinandersetzungen mit der Alienrasse der RRaey, die sich als vermeintliche Schutzmacht einer abtrünnigen Menschenkolonie angedient haben.
Im weiteren Verlauf spielt der aus dem vorherigen Buch bekannte Harry Wilson bei den weiteren Friedensbemühungen eine zentrale Rolle. Das Komplott einer Terroristengruppe, an der Personen sowohl aus der Konklave als auch der Kolonialen Union beteiligt sind, wird aufgedeckt, die Erde vor der atomaren Zerstörung gerettet, die Koloniale Union in eine echte Demokratie umgewandelt und das Verhältnis mit der Konklave auf eine zwar nicht unbedingt freundschaftliche, aber vernunftgemäße Basis gestellt.

## Ausgaben
- Galaktische Mission (The End of All Things. Heyne, 2016, ISBN 978-3-453-31757-4)